# آرانلی
آرانلی (به ترکی آذربایجانی: Aranlı، تا ۱۹۹۱ تاتیانوفکا Tatyanovka)
یک منطقه مسکونی در جمهوری آذربایجان است که در شهرستان بیله‌سوار واقع شده‌است. آرانلی ۵۳۹ نفر جمعیت دارد.